# Яковлєв Євген Андрійович
Яковлєв Євген Андрійович (15.04.1980 — 07.04.2023) — молодший сержант Збройних сил України, учасник російсько-української війни, доброволець.

## Життєпис
Народився 15 квітня 1980 року в місті Києві.
З 1987 по 1998 рік навчався в Київській спеціалізованій школі № 88.
З 5 по 11 клас школи займався у гуртку спортивного туризму та орієнтування, під керівництвом Бикова Андрія Васильовича. Був неоднократним призером та переможцем районних, київських та всеукраїнських змагань з техніки спортивного туризму, крос-походів та спортивного орієнтування.
Неодноразово брав участь у спортивних походах по Україні — як в пішохідних (Крим та Карпати) так і в водних — по річкам Дністер, Случ та Десна.
Беручи участь як у походах так і туристських зльотах — непогано грав на гітарі.
Ще з дитинства почав захоплюватись риболовлею й це захоплення проніс через все своє життя.
Після закінчення школи вступив до Національного технічного університету України «Київський політехнічний інститут» на факультет менеджменту та маркетингу.
Головні принципи: завжди боротись за справедливість.
У 19  років Євген пережив страшну трагедію — втрату матері. Та за короткий час втратив майже всю сім'ю, але він не здався, не опустив руки, навпаки, став сильнішим.

### Сімейний стан
Одружений, має двох доньок.

### Кар'єра
До 2022 року працював кухарем-мангальником у ресторані «Ой, мамо».

### Військова служба
В житті Євген був відкритою, комунікабельною людиною, мав безліч друзів та знайомих, яким завжди приходив на допомогу. Займав активну життєву позицію, брав участь у Революції Гідності.
З початком повномасштабного вторгнення Євген, відчуваючи свій громадянський обов'язок — захищати Батьківщину, 24.02.2022 став до лав 126 батальйону 112 бригади сил територіальної оборони та захищав м. Київ.
Брав участь у бойових діях у складі 6 стрілецької роти в населених пунктах Донецької області: с. Ярова, м. Святогірськ, с. Сидорове, с. Тетянівка, с. Григорівка та у складі 2 стрілецької роти в Луганській області: с. Діброва.
7 квітня 2023 року Євген із побратимами виконував бойове завдання поблизу с. Діброва та внаслідок ворожого вогню загинув при виконанні бойового завдання від мінно-вибухового поранення, отримавши поранення не сумісні з життям.
Похований на Алеї Слави на Лісовому кладовищі міста Києва.

## Нагороди
- нагрудний знак «Ветеран війни»
- медаль «За оборону України» (Указ Президента України від 05.08.2022 року № 559/2022)
- орден «За мужність» ІІІ ступеня (Указ Президента України від 25.07.2023 року № 445).

## Вшанування
23.01.2025 на фасаді Ліцею №88 міста Києва відкрито меморіальну дошку на знак вшанування пам'яті Героя - Євгена Яковлєва.